# Canoagem nos Jogos Olímpicos de Verão de 2008 - Qualificação

## Sumário de classificação
| País                       | Slalom | Slalom | Slalom | Slalom | Velocidade | Velocidade | Velocidade | Velocidade | Velocidade | Velocidade | Velocidade | Velocidade | Velocidade | Velocidade | Velocidade | Velocidade | Total | Total   |
| País                       | K-1 M  | C-1 M  | C-2 M  | K-1 F  | Masculino  | Masculino  | Masculino  | Masculino  | Masculino  | Masculino  | Masculino  | Masculino  | Masculino  | Feminino   | Feminino   | Feminino   | Vagas | Atletas |
| País                       | K-1 M  | C-1 M  | C-2 M  | K-1 F  | K-1 500    | K-1 1000   | K-2 500    | K-2 1000   | K-4 1000   | C-1 500    | C-1 1000   | C-2 500    | C-2 1000   | K-1 500    | K-2 500    | K-4 500    | Vagas | Atletas |
| -------------------------- | ------ | ------ | ------ | ------ | ---------- | ---------- | ---------- | ---------- | ---------- | ---------- | ---------- | ---------- | ---------- | ---------- | ---------- | ---------- | ----- | ------- |
| AND Andorra                |        |        |        | X      |            |            |            |            |            |            |            |            |            |            |            |            | 1     | 1       |
| ANG Angola                 |        |        |        |        |            |            |            |            |            | X          | X          |            |            |            |            |            | 2     | 1       |
| ARG Argentina              |        |        |        |        | X          | X          |            |            |            |            |            |            |            | X          |            |            | 3     | 2       |
| AUT Áustria                | X      |        |        | X      |            |            |            |            |            |            |            |            |            |            | X          |            | 3     | 4       |
| AUS Austrália              | X      | X      | X      | X      | X          | X          | X          |            | X          | X          | X          |            |            | X          | X          | X          | 13    | 16      |
| BLR Bielorrússia           |        |        |        |        |            |            | X          |            | X          | X          | X          | X          | X          | X          |            |            | 7     | 8       |
| BEL Bélgica                |        |        |        |        |            |            |            | X          |            |            |            |            |            |            |            |            | 1     | 2       |
| BRA Brasil                 |        |        |        | X      |            |            |            |            |            | X          | X          |            |            |            |            |            | 3     | 2       |
| BUL Bulgária               |        |        |        |        |            |            |            |            |            |            |            | X          | X          |            |            |            | 2     | 2       |
| CAN Canadá                 | X      | X      |        | X      | X          | X          | X          | X          | X          | X          | X          | X          | X          | X          | X          | X          | 15    | 21      |
| CHI Chile                  | X      |        |        |        |            |            |            |            |            |            |            |            |            |            |            |            | 1     | 1       |
| CHN China                  | X      | X      | X      | X      | X          | X          | X          | X          | X          | X          |            | X          | X          | X          | X          | X          | 15    | 23      |
| CIV Costa do Marfim        |        |        |        |        | X          | X          |            |            |            |            |            |            |            |            |            |            | 2     | 1       |
| CRO Croácia                |        | X      |        |        | X          | X          |            |            |            |            |            |            |            |            |            |            | 3     | 2       |
| CUB Cuba                   |        |        |        |        | X          | X          |            |            |            | X          | X          | X          | X          |            |            |            | 6     | 4       |
| CZE República Checa        | X      | X      | X      | X      |            |            |            |            |            |            |            |            |            |            | X          |            | 5     | 7       |
| DEN Dinamarca              |        |        |        |        | X          |            | X          | X          |            |            |            |            |            | X          |            |            | 4     | 4       |
| FIN Finlândia              |        |        |        |        |            |            | X          | X          |            |            |            |            |            | X          | X          |            | 4     | 4       |
| FRA França                 | X      | X      | X      | X      | X          |            | X          | X          |            | X          | X          | X          | X          |            | X          |            | 12    | 15      |
| MKD República da Macedônia | X      |        |        |        |            |            |            |            |            |            |            |            |            |            |            |            | 1     | 1       |
| GER Alemanha               | X      | X      | X      | X      | X          | X          | X          | X          | X          | X          | X          | X          | X          | X          | X          | X          | 16    | 22      |
| GBR Grã-Bretanha           | X      | X      |        | X      | X          | X          |            |            |            |            |            |            |            | X          | X          |            | 7     | 7       |
| GRE Grécia                 |        | X      |        | X      |            |            |            |            |            | X          | X          |            |            |            |            |            | 4     | 3       |
| GUM Guam                   |        |        |        |        |            |            |            |            |            | X          | X          |            |            |            |            |            | 2     | 1       |
| HUN Hungria                |        |        |        |        | X          | X          | X          | X          | X          | X          | X          | X          | X          | X          | X          | X          | 12    | 16      |
| IRL Irlanda                | X      |        |        |        |            |            |            |            |            |            |            |            |            |            |            |            | 1     | 1       |
| ISR Israel                 |        |        |        |        | X          | X          |            |            |            |            |            |            |            |            |            |            | 2     | 1       |
| ITA Itália                 | X      |        | X      | X      | X          |            | X          | X          | X          |            |            |            |            | X          | X          | X          | 10    | 16      |
| JPN Japão                  | X      | X      | X      | X      |            |            |            |            |            |            |            |            |            | X          | X          | X          | 7     | 9       |
| KAZ Cazaquistão            |        |        |        | X      | X          | X          | X          |            |            | X          | X          | X          |            |            |            |            | 7     | 7       |
| LAT Letônia                |        |        |        |        |            |            | X          | X          |            | X          | X          |            |            |            |            |            | 4     | 3       |
| LTU Lituânia               |        |        |        |        |            |            | X          |            |            |            |            | X          |            |            |            |            | 2     | 4       |
| MEX México                 |        |        |        |        | X          | X          |            |            |            |            | X          | X          | X          |            |            |            | 5     | 3       |
| MYA Mianmar                |        |        |        |        | X          | X          |            |            |            |            |            |            |            |            |            |            | 2     | 1       |
| NED Países Baixos          | X      |        |        | X      |            |            |            |            |            |            |            |            |            |            |            |            | 2     | 2       |
| NZL Nova Zelândia          |        |        |        | X      | X          | X          |            | X          |            |            |            |            |            | X          |            |            | 5     | 5       |
| NOR Noruega                |        |        |        |        | X          | X          |            |            |            |            |            |            |            |            |            |            | 2     | 1       |
| POL Polônia                | X      | X      | X      | X      | X          |            | X          | X          | X          | X          | X          | X          | X          | X          | X          | X          | 15    | 21      |
| POR Portugal               |        |        |        |        | X          | X          |            |            |            |            |            |            |            | X          | X          |            | 4     | 4       |
| ROU Romênia                |        |        |        |        |            |            |            |            |            | X          | X          | X          | X          |            |            |            | 4     | 5       |
| RUS Rússia                 |        | X      | X      | X      | X          | X          |            |            | X          | X          | X          | X          | X          | X          |            |            | 11    | 14      |
| SAM Samoa                  |        |        |        |        | X          | X          |            |            |            |            |            |            |            |            |            |            | 2     | 1       |
| STP São Tomé e Príncipe    |        |        |        |        | X          | X          |            |            |            |            |            |            |            |            |            |            | 2     | 1       |
| SEN Senegal                |        |        |        |        | X          | X          |            |            |            |            |            |            |            | X          |            |            | 3     | 2       |
| SEY Seicheles              |        |        |        |        | X          | X          |            |            |            |            |            |            |            |            |            |            | 2     | 1       |
| SVK Eslováquia             | X      | X      | X      | X      |            |            |            |            | X          | X          | X          |            |            |            | X          |            | 8     | 12      |
| SLO Eslovênia              | X      |        |        |        |            | X          |            |            |            |            |            |            |            | X          |            |            | 3     | 3       |
| RSA África do Sul          |        | X      | X      |        | X          | X          |            |            |            | X          | X          |            |            | X          | X          | X          | 9     | 10      |
| KOR Coreia do Sul          |        |        |        |        |            |            |            |            |            |            |            |            |            | X          |            |            | 1     | 1       |
| ESP Espanha                | X      | X      |        | X      |            |            | X          |            |            | X          | X          |            |            | X          | X          | X          | 9     | 10      |
| SWE Suécia                 |        |        |        |        | X          | X          |            | X          |            |            |            |            |            | X          |            |            | 4     | 3       |
| SUI Suíça                  | X      |        |        |        |            |            |            |            |            |            |            |            |            |            |            |            | 1     | 1       |
| TOG Togo                   | X      |        |        |        |            |            |            |            |            |            |            |            |            |            |            |            | 1     | 1       |
| UKR Ucrânia                |        |        |        |        |            |            |            |            |            | X          | X          | X          | X          | X          |            |            | 5     | 6       |
| USA Estados Unidos         | X      | X      | X      | X      | X          | X          |            |            |            |            |            |            |            | X          |            |            | 7     | 7       |
| UZB Uzbequistão            |        |        |        |        |            |            |            |            |            | X          | X          |            |            |            |            |            | 2     | 1       |
| VEN Venezuela              |        |        |        |        |            |            | X          | X          |            |            |            |            |            | X          |            |            | 3     | 3       |
| Total: 57 CONs             | 21     | 16     | 12     | 21     | 29         | 26         | 16         | 14         | 10         | 22         | 22         | 15         | 13         | 25         | 17         | 10         | 289   | 330     |

## Eventos classificatórios

### Slalom
| Evento                  | Data                   | Local         |
| ----------------------- | ---------------------- | ------------- |
| Campeonato Mundial      | September 19-23, 2007  | Foz do Iguaçu |
| Campeonato Africano     | 27 de janeiro de 2008  | Masinga Dam   |
| Campeonato da Oceania   | 15-16 de março de 2008 | Penrith       |
| Campeonato das Américas | 25-27 de abril de 2008 | Charlotte     |
| Campeonato Europeu      | 9-11 de maio de 2008   | Cracóvia      |
| Campeonato Asiático     | 17-18 de maio de 2008  | Nakhon Nayok  |

### Velocidade
| Evento                  | Data                     | Local       |
| ----------------------- | ------------------------ | ----------- |
| Campeonato Mundial      | 8-12 de agosto de 2007   | Duisburg    |
| Campeonato Africano     | 24-27 de janeiro de 2008 | Masinga Dam |
| Campeonato da Oceania   | 12-16 de março de 2008   | Penrith     |
| Campeonato Asiático     | 9-11 de maio de 2008     | Komatsu     |
| Campeonato Europeu      | 15-18 de maio de 2008    | Milão       |
| Campeonato das Américas | 15-18 de maio de 2008    | Montreal    |